# Missy Raines
Missy Raines (Short Gap, (West Virginia), 6 april 1962) is een Amerikaanse bluegrasszangeres, -bassiste, songwriter en docente. Ze heeft acht International Bluegrass Music Awards gewonnen voor «Bass Player of the Year».

## Biografie
Raines begon als tiener bas te spelen en professioneel te toeren. Tegenwoordig is ze een gerespecteerde bluegrass-muzikant, die zowel straight-ahead bluegrass als meer progressieve vormen van muziek speelt.
Ze heeft gewerkt met legendes als Mac Wiseman, Kenny Baker, Josh Graves en Eddie & Martha Adcock en voor huidige artiesten als Peter Rowan, Laurie Lewis, Dudley Connell en Don Rigsby en The Brother Boys. Raines maakte deel uit van de progressieve bluegrassband Cloud Valley met Bill Evans (banjo), Charlie Rancke (gitaar) en Steve Smith (mandoline). Ze brachten de twee albums A Bluegrass Ensemble (1983) en Live In Europe (1985) uit.
Missy Raines toerde van 1998-2005 uitgebreid in duo met Jim Hurst. Ze namen twee albums op voor het Pinecastle-label: Two in 1999 en Synergy in 2003.
Missy en Jim voegden zich in 2005 opnieuw bij de Claire Lynch Band (samen met David Harvey), toen Lynch na een onderbreking terugkeerde naar de weg. De band nam nog de twee albums New Day en Crowd Favorites op, beide bij Rounder Records. Missy verliet de band in 2008 en werd vervangen door Mark Schatz.
In 2008 richtte Missy haar Americana/jazz-getinte ensemble Missy Raines & The New Hip op, die de twee albums Inside Out op 10 februari 2009 en New Frontier op september 2013 bij Compass Records hebben uitgebracht. Naast Missy omvat The New Hip Ethan Ballinger (gitaar), Jarrod Walker (mandoline) en Cody Walker (drums).
Raines is lid van de bluegrass-superband Helen Highwater Stringband, samen met Mike Compton, David Grier en Shad Cobb. Ze brachten in 2015 een gelijknamige ep uit.
In 2011 doceerde ze online contrabas op de Online Bluegrass Bass School with Missy Raines, als onderdeel van de Academy of Bluegrass.
Missy coproduceerde en speelde op de Compass-publicatie I'll Take Love, een verzameling van Louisa Branscombs liedjes, gezongen door een toplijst van artiesten, waaronder The Whites, Alison Krauss, Claire Lynch, Steve Gulley, Dale Ann Bradley, Josh Williams, John Cowan en meer.

## Discografie

### Soloalbums
- 1998: My Place In The Sun (eigen uitgave)
- 2009: Inside Out (Compass) met The New Hip
- 2013: New Frontier (Compass) met The New Hip
- 2018: Royal Traveller (Compass)

### MetClaire Lynch
- 1997: Silver And Gold (Rounder)
- 2000: Love Light (Rounder)
- 2006: New Day (Rounder)
- 2007: Crowd Favorites (Rounder)
- 2012: Hills of Alabam (Rebel)

### Met Jim Hurst en Missy Raines
- 1999: Two (Pinecastle Records)
- 2003: Synergy (Pinecastle)

### Met Helen Highwater Stringband
- 2015: Helen Highwater Stringband EP (self-released)

### Als componist
- 2006: April Verch - Take Me Back (Rounder) - track 3, All In A Night (mede geschreven met Claire Lynch)

### Als producent
- 1995: The Abeels - The Abeels (eigen uitgave)

### Verschijnt ook op
- 1982: Cloud Valley - A Bluegrass Ensemble (Outlet)
- 1985: Cloud Valley - Live in Europe (Strictly Country)
- 1987: Eddie Adcock & Talk of the Town - Eddie Adcock & Talk of the Town (CMH Records)
- 1990: Masters - Saturday Night Fish Fry (CMH)
- 1990: Mac Wiseman - Grassroots to Bluegrass (CMH)
- 1995: Bill Evans - Native and Fine (Rounder Records)
- 2000: Alison Brown - Fair Weather (Compass Records) - bas op track 6, Hummingbird
- 2001: Mike Burns - Walk the Water's Edge (North Co Music)
- 2003: White House - White House (Pinecastle Records)
- 2004: K. C. Groves - Something Familiar (Skylark)
- 2005: Valerie Smith & Liberty Pike - That's What Love Can Do (Bell Buckle)
- 2010: Toy Hearts - Femme Fatale (Woodville)
- 2015: Sam Gleaves - Ain't We Brothers (Community Music)
- 2016: Kate Campbell - The K.O.A Tapes, Vol. 1 (Large River)
- 2017: Bobby Osborne - Original (Compass)